# Evangelische Kirche Dottingen
|  | Dieser Artikel wurde aufgrund von akuten inhaltlichen oder formalen Mängeln auf der Qualitätssicherungsseite des Portals Christentum eingetragen. Bitte hilf mit, die Mängel dieses Artikels zu beseitigen, und beteilige dich bitte an der Diskussion. |

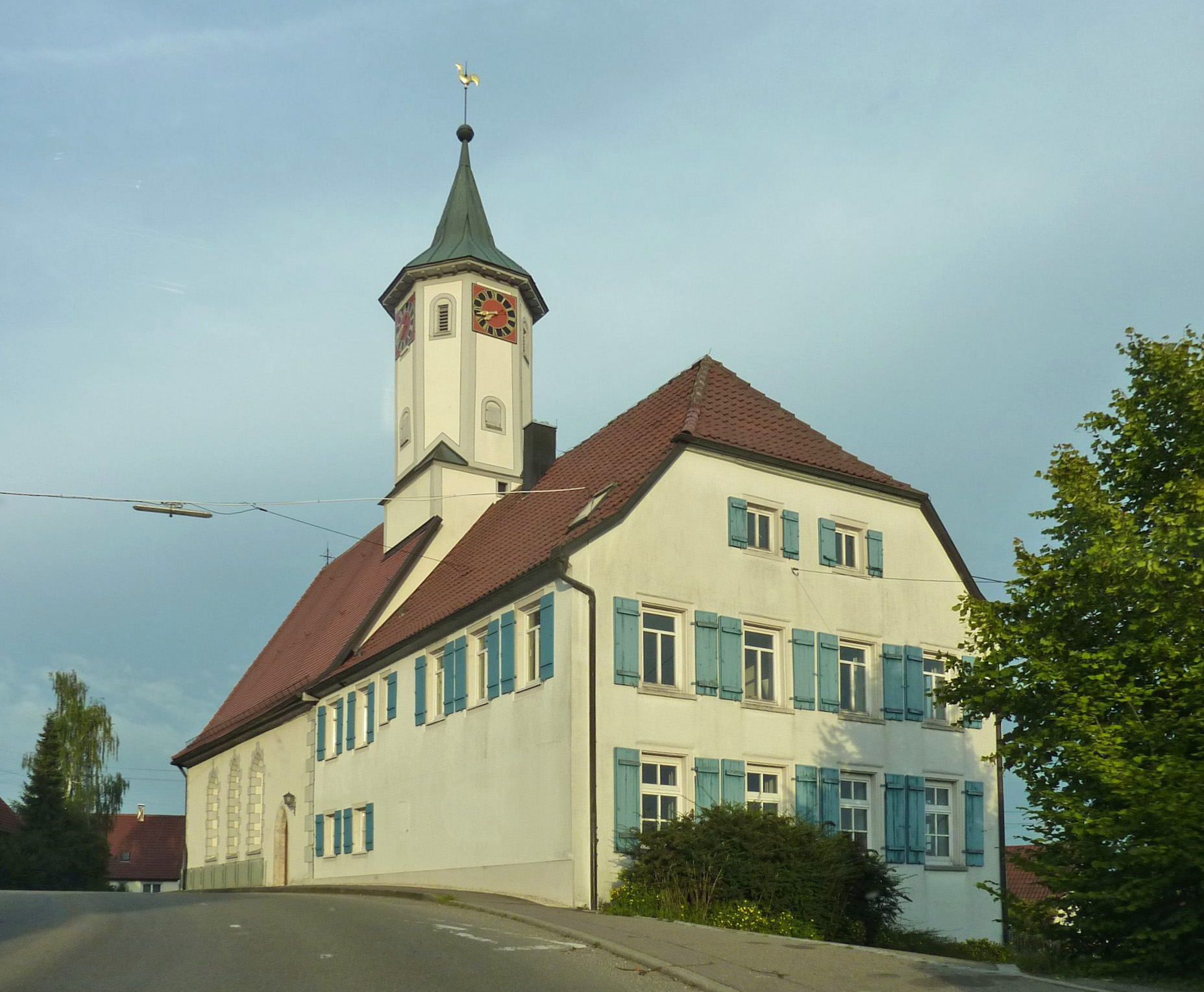
Ansicht 2014

Die Evangelische Kirche Dottingen (auch Georgskirche) befindet sich an der Reutlinger Straße im Münsinger Ortsteil Dottingen. Sie wurde 1605 im spätgotischen Stil erbaut, nachdem 1360 bereits eine Kapelle im Dorf bestanden hatte.
Früher gehörte sie zu Steingebronn, heute zur Kirchengemeinde Dottingen-Rietheim im Kirchenbezirk Bad Urach-Münsingen.
Die Glasfenster im Chor wurden 1956 von dem Stuttgarter Künstler Rudolf Yelin dem Jüngeren geschaffen. 2006 musste das Dach der rund 400 Jahre alten Kirche saniert werden.